# Czechy na Zimowych Igrzyskach Olimpijskich 1998
Czechy na Zimowych Igrzyskach Olimpijskich 1998 reprezentowało 61 zawodników, 48 mężczyzn i 13 kobiet.

## Zdobyte medale
| Medal  | Zawodnik | Dyscyplina        | Konkurencja           | Rezultat                                                                                      |
| ------ | --- | ----------------- | --------------------- | --------------------------------------------------------------------------------------------- |
| Złoto  | David Moravec Dominik Hašek František Kučera Jan Čaloun Jaromír Jágr Jaroslav Špaček Jiří Dopita Jiří Šlégr Josef Beránek Libor Procházka Martin Procházka Martin Ručinský Martin Straka Milan Hejduk Pavel Patera Petr Svoboda Richard Šmehlík Robert Lang Robert Reichel Roman Hamrlík Vladimír Růžička | Hokej na lodzie   | Turniej mężczyzn      | W finale pokonali reprezentację Rosji 1:0, a jedynego i zwycięskiego gola zdobył Petr Svoboda |
| Srebro | Kateřina Neumannová | Biegi narciarskie | Bieg na 5 km          | 17:42,7                                                                                       |
| Brąz   | Kateřina Neumannová | Biegi narciarskie | Bieg łączony na 15 km | 46:14,12                                                                                      |

## Skład kadry

### Biathlon
Mężczyźni
| Zawodnik                                            | Konkurencja         | czas biegu | Kary | Łączny czas | Pozycja |
| --------------------------------------------------- | ------------------- | ---------- | ---- | ----------- | ------- |
| Ivan Masařík                                        | Bieg na 10 km       | 28:58,6    | 2    | 28:58,6     | 15.     |
| Zdeněk Vítek                                        | Bieg na 10 km       | 30:46,5    | 2    | 30:46,5     | 51.     |
| Petr Garabík                                        | Bieg na 10 km       | 30:51,3    | 3    | 30:51,3     | 53.     |
| Ivan Masařík                                        | Bieg na 20 km       | 56:30,7    | 1:00 | 57:30,7     | 4.      |
| Jiří Holubec                                        | Bieg na 20 km       | 59:08,8    | 2:00 | 1:01:08,8   | 34.     |
| Petr Garabík                                        | Bieg na 20 km       | 58:28,8    | 6:00 | 1:04:28,8   | 56.     |
| Petr Garabík Zdeněk Vítek Jiří Holubec Ivan Masařík | Sztafeta 4 × 7,5 km | 1:26:35,5  | 0    | 1:26:35,5   | 14.     |

Kobiety
| Zawodnik                                                        | Konkurencja         | czas biegu | Kary | Łączny czas | Pozycja |
| --------------------------------------------------------------- | ------------------- | ---------- | ---- | ----------- | ------- |
| Eva Háková                                                      | Bieg na 7,5 km      | 24:58,6    | 1    | 24:58,6     | 26.     |
| Jiřina Adamičková                                               | Bieg na 7,5 km      | 25:14,5    | 1    | 25:14,5     | 35.     |
| Irena Česneková                                                 | Bieg na 7,5 km      | 25:30,4    | 3    | 25:30,4     | 40.     |
| Kateřina Holubcová                                              | Bieg na 7,5 km      | 26:51,7    | 3    | 26:51,7     | 57.     |
| Irena Česneková                                                 | Bieg na 15 km       | 57:09,0    | 3:00 | 1:00:09,0   | 30.     |
| Jiřina Adamičková                                               | Bieg na 15 km       | 58:26,3    | 3:00 | 1:01:26,3   | 38.     |
| Kateřina Holubcová                                              | Bieg na 15 km       | 1:00:48,9  | 1:00 | 1:01:48,9   | 44.     |
| Eva Háková                                                      | Bieg na 15 km       | 57:25,4    | 6:00 | 1:03:25,4   | 53.     |
| Kateřina Holubcová Irena Česneková Jiřina Adamičková Eva Háková | Sztafeta 4 × 7,5 km | 1:43:20,5  | 0    | 1:43:20,5   | 6.      |

### Biegi narciarskie
Mężczyźni
| Zawodnik                                        | Konkurencja        | czas               | Pozycja            |
| ----------------------------------------------- | ------------------ | ------------------ | ------------------ |
| Petr Michl                                      | Bieg na 10 km      | 29:28,5            | 32.                |
| Martin Koukal                                   | Bieg na 10 km      | 29:41,8            | 35.                |
| Lukáš Bauer                                     | Bieg na 10 km      | 30:11,1            | 45.                |
| Lubomír Buchta                                  | Bieg na 10 km      | 30:38,4            | 52.                |
| Jiří Magál                                      | Bieg na 30 km      | 1:40:29,6          | 22.                |
| Lukáš Bauer                                     | Bieg na 30 km      | 1:42:08,8          | 33.                |
| Lubomír Buchta                                  | Bieg na 30 km      | Nie ukończył biegu | Nie ukończył biegu |
| Lubomír Buchta                                  | Bieg na 50 km      | 2:11:34,8          | 13.                |
| Petr Michl                                      | Bieg na 50 km      | 2:13:08,3          | 17.                |
| Jiří Magál                                      | Bieg na 50 km      | 2:11:30,5          | 47.                |
| Petr Michl                                      | Bieg łączony       | 42:47,5            | 23.                |
| Lukáš Bauer                                     | Bieg łączony       | 44:16,3            | 32.                |
| Martin Koukal                                   | Bieg łączony       | 44:41,8            | 37.                |
| Lubomír Buchta                                  | Bieg łączony       | 45:36,6            | 50.                |
| Lukáš Bauer Martin Koukal Petr Michl Jiří Magál | Sztafeta 4 × 10 km | 1:45:35,4          | 15.                |

Kobiety
| Zawodnik                                                                | Konkurencja       | czas      | Pozycja |
| ----------------------------------------------------------------------- | ----------------- | --------- | ------- |
| Kateřina Neumannová                                                     | Bieg na 5 km      | 17:42,7   | srebro  |
| Kateřina Hanušová-Nash                                                  | Bieg na 5 km      | 18:49,1   | 22.     |
| Jana Šaldová                                                            | Bieg na 5 km      | 19:00,4   | 28.     |
| Zuzana Kocumová                                                         | Bieg na 5 km      | 19:58,3   | 59.     |
| Kateřina Neumannová                                                     | Bieg na 15 km     | 49:01,9   | 9.      |
| Jana Šaldová                                                            | Bieg na 15 km     | 51:33,8   | 29.     |
| Iveta Zelingerová-Fortová                                               | Bieg na 15 km     | 52:26,3   | 44.     |
| Kateřina Hanušová-Nash                                                  | Bieg na 30 km     | 1:29:59,9 | 23.     |
| Zuzana Kocumová                                                         | Bieg na 30 km     | 1:32:52,1 | 35.     |
| Kateřina Neumannová                                                     | Bieg łączony      | 28:37,2   | brąz    |
| Kateřina Hanušová-Nash                                                  | Bieg łączony      | 30:58,8   | 24.     |
| Zuzana Kocumová                                                         | Bieg łączony      | 32:34,9   | 41.     |
| Jana Šaldová Kateřina Neumannová Kateřina Hanušová-Nash Zuzana Kocumová | Sztafeta 4 × 5 km | 56:58,7   | 6.      |

### Bobsleje
Mężczyźni
| Osada  | Zawodnik                                             | Konkurencja | Ślizg 1 | Ślizg 2 | Ślizg 3                   | Ślizg 4                   | Łącznie                   | Pozycja                   |
| ------ | ---------------------------------------------------- | ----------- | ------- | ------- | ------------------------- | ------------------------- | ------------------------- | ------------------------- |
| CZE-II | Pavel Puškár Jan Kobián                              | Dwójki      | 54,99   | 54,60   | 54,46                     |                           | 3:38,59                   | 8.                        |
| CZE-I  | Jiří Dzmura Pavel Polomský                           | Dwójki      | 55,30   | 55,11   | Nie ukończyli konkurencji | Nie ukończyli konkurencji | Nie ukończyli konkurencji | Nie ukończyli konkurencji |
| CZE-I  | Pavel Puškár Peter Kondrát Pavel Polomský Jan Kobián | Czwórki     | 53,61   | 53,80   | 53,88                     |                           | 2:41,29                   | 13.                       |

### Hokej na lodzie

#### Turniej mężczyzn
Reprezentacja mężczyzn
| - David Moravec - Dominik Hašek - František Kučera - Jan Čaloun - Jaromír Jágr - Jaroslav Špaček - Jiří Dopita - Jiří Šlégr - Josef Beránek - Libor Procházka - Martin Procházka |  | - Martin Ručinský - Martin Straka - Milan Hejduk - Pavel Patera - Petr Svoboda - Richard Šmehlík - Robert Lang - Robert Reichel - Roman Hamrlík - Vladimír Růžička |

Reprezentacja Czech brała udział w rozgrywkach grupy D turnieju olimpijskiego, zajmując w niej 2. miejsce i awansując do dalszych rozgrywek. W ćwierćfinale pokonali drużynę USA 4:1. W półfinale zwyciężyli (po rzutach karnych) reprezentację Kanady 2:1. W finale pokonali ekipę Rosji 1:0.

#### Runda pierwsza
Grupa D
| Drużyna    | M | Mecze | Mecze | Mecze | Bramki | Bramki | Bramki | Pkt |
| Drużyna    | M | W     | R     | P     | +      | -      | +/-    | Pkt |
| ---------- | - | ----- | ----- | ----- | ------ | ------ | ------ | --- |
| Rosja      | 3 | 3     | 0     | 0     | 15     | 6      | +9     | 6   |
| Czechy     | 3 | 2     | 0     | 1     | 12     | 4      | +8     | 4   |
| Finlandia  | 3 | 1     | 0     | 2     | 11     | 9      | +2     | 2   |
| Kazachstan | 3 | 0     | 0     | 3     | 6      | 25     | -19    | 0   |

Wyniki
| 13 lutego 1998 | Czechy | 3:0 | Finlandia | Aqua Wing Arena |

|  |  | (0:0, 1:0, 2:0) |  | Widzów: 5050 |

| 15 lutego 1998 | Czechy | 8:2 | Kazachstan | The Big Hat |

|  |  | (1:0, 3:2, 4:0) |  | Widzów: 9975 |

| 16 lutego 1998 | Rosja | 2:1 | Czechy | The Big Hat |

|  |  | (0:0, 0:1, 2:0) |  | Widzów: 9947 |

#### Ćwierćfinał
| 18 lutego 1998 | Czechy | 4:1 | Stany Zjednoczone | The Big Hat |

|  |  | (0:1, 3:0, 1:0) |  | Widzów: 9822 |

#### Półfinał
| 20 lutego 1998 | Kanada | 1:2 | Czechy | The Big Hat |

|  | Trevor Linden 58:57 | (0:0, 0:0, 1:1, 0:0) | Jiří Šlégr 49:46 | Widzów: 9279 |

#### Finał
| 22 lutego 1998 | Czechy | 1:0 | Rosja | The Big Hat |

|  | Petr Svoboda 48:08 | (0:0, 0:0, 1:0) |  | Widzów: 9985 Sędzia główny: Bill McCreary |

### Kombinacja norweska
Mężczyźni
| Zawodnik      | Konkurencja   | Skoki narciarskie | Skoki narciarskie | Skoki narciarskie | Skoki narciarskie | Skoki narciarskie | Skoki narciarskie | Bieg narciarski | Bieg narciarski | Strata   | Pozycja |
| Zawodnik      | Konkurencja   | Skok 1            | Nota              | Skok 2            | Nota              | Punkty            | Pozycja           | Czas biegu      | Pozycja         | Strata   | Pozycja |
| ------------- | ------------- | ----------------- | ----------------- | ----------------- | ----------------- | ----------------- | ----------------- | --------------- | --------------- | -------- | ------- |
| Milan Kučera  | Indywidualnie | 87,0              | 110,5             | 89,5              | 117,5             | 228,0             | 8.                | 41:27,8         | 17.             | + 1:24,7 | 5.      |
| Ladislav Rygl | Indywidualnie | 81,0              | 96,0              | 86,5              | 108,5             | 204,5             | 23.               | 40:41,8         | 6.              | + 2:59,7 | 14.     |
| Jan Matura    | Indywidualnie | 84,5              | 104,5             | 87,5              | 113,5             | 218,0             | 12.               | 45:17,0         | 44.             | + 6:13,9 | 35.     |
| Petr Šmejc    | Indywidualnie | 84,5              | 103,0             | 79,0              | 92,0              | 195,0             | 34.               | 44:01,4         | 39.             | + 7:16,3 | 40.     |

Drużynowo
| Zawodnik                                             | Skoki narciarskie | Skoki narciarskie      | Skoki narciarskie   | Skoki narciarskie      | Skoki narciarskie | Skoki narciarskie | Bieg narciarski | Bieg narciarski | Strata   | Miejsce |
| Zawodnik                                             | Skok 1            | Skok 1                 | Skok 2              | Skok 2                 | Nota Łącznie      | Pozycja           | Bieg narciarski | Bieg narciarski | Strata   | Miejsce |
| Zawodnik                                             | Odległość         | Nota                   | Odległość           | Nota                   | Nota Łącznie      | Pozycja           | Czas biegu      | Pozycja         | Strata   | Miejsce |
| ---------------------------------------------------- | ----------------- | ---------------------- | ------------------- | ---------------------- | ----------------- | ----------------- | --------------- | --------------- | -------- | ------- |
| Marek Fiurášek Milan Kučera Jan Matura Ladislav Rygl | 81,5 91,5 92,0    | 97,5 121,0 119,0 120,0 | 79,5 92,0 93,0 86,5 | 93,0 120,0 123,0 107,0 | 900,5             | 4.                | 56:55,7         | 10.             | + 2:53,2 | 8.      |

### Łyżwiarstwo figurowe
| Zawodnik                        | Konkurencja     | Nota | Pozycja |
| ------------------------------- | --------------- | ---- | ------- |
| Lenka Kulovaná                  | Solistki        | 26,0 | 18.     |
| Kateřina Beránková Otto Dlabola | Pary sportowe   | 22,0 | 15.     |
| Kateřina Mrázová Martin Šimeček | Tańce na lodzie | 26,0 | 13.     |

### Narciarstwo alpejskie
Mężczyźni
| Zawodnik    | Konkurencja       | Konkurencja       | Konkurencja   | Konkurencja   | Konkurencja       | Konkurencja                 | Konkurencja                 | Konkurencja                 | Konkurencja     | Konkurencja | Konkurencja     | Konkurencja     |
| Zawodnik    | Slalom gigant     | Slalom gigant     | Slalom gigant | Slalom gigant | Slalom specjalny  | Slalom specjalny            | Slalom specjalny            | Slalom specjalny            | Kombinacja      | Kombinacja  | Kombinacja      | Kombinacja      |
| Zawodnik    | Czas 1. przejazdu | Czas 2. przejazdu | Czas łączny   | Pozycja       | Czas 1. przejazdu | Czas 2. przejazdu           | Czas łączny                 | Pozycja                     | Zjazd           | Slalom      | Łączny czas     | Pozycja         |
| ----------- | ----------------- | ----------------- | ------------- | ------------- | ----------------- | --------------------------- | --------------------------- | --------------------------- | --------------- | ----------- | --------------- | --------------- |
| Marcel Maxa | 1:25,88           | 1:23,63           | 2:49,51       | 29.           | 57,81             | Nie ukończył 2-go przejazdu | Nie ukończył 2-go przejazdu | Nie ukończył 2-go przejazdu | Dyskwalifikacja | 1:39,10     | Dyskwalifikacja | Dyskwalifikacja |

Kobiety
| Zawodniczka    | Konkurencja | Konkurencja | Konkurencja | Konkurencja | Konkurencja                  | Konkurencja                  | Konkurencja                  | Konkurencja                  | Konkurencja                  | Konkurencja                  | Konkurencja                  | Konkurencja                  | Konkurencja | Konkurencja | Konkurencja | Konkurencja |
| Zawodniczka    | Zjazd       | Zjazd       | Supergigant | Supergigant | Slalom gigant                | Slalom gigant                | Slalom gigant                | Slalom gigant                | Slalom specjalny             | Slalom specjalny             | Slalom specjalny             | Slalom specjalny             | Kombinacja  | Kombinacja  | Kombinacja  | Kombinacja  |
| Zawodniczka    | Czas        | Pozycja     | Czas        | Pozycja     | Czas 1. przejazdu            | Czas 2. przejazdu            | Czas łączny                  | Pozycja                      | Czas 1. przejazdu            | Czas 2. przejazdu            | Czas łączny                  | Pozycja                      | Zjazd       | Slalom      | Łączny czas | Pozycja     |
| -------------- | ----------- | ----------- | ----------- | ----------- | ---------------------------- | ---------------------------- | ---------------------------- | ---------------------------- | ---------------------------- | ---------------------------- | ---------------------------- | ---------------------------- | ----------- | ----------- | ----------- | ----------- |
| Lucie Hrstková | 1:33,00     | 31.         | 1:21,74     | 35.         | Nie ukończyła 1-go przejazdu | Nie ukończyła 1-go przejazdu | Nie ukończyła 1-go przejazdu | Nie ukończyła 1-go przejazdu | Nie ukończyła 1-go przejazdu | Nie ukończyła 1-go przejazdu | Nie ukończyła 1-go przejazdu | Nie ukończyła 1-go przejazdu | 1:33,29     | 1:16,67     | 2:49,96     | 15.         |

### Narciarstwo dowolne
Mężczyźni
| Aleš Valenta | Skoki akrobatyczne | 88,69 | 116,81 | 205,50 | 11. | 115,22 | 117,03 | 232,25 | 4. |

### Skoki narciarskie
Mężczyźni
| Konkurencja             | Skoczek                                                     | Skok 1                 | Skok 1               | Skok 2                       | Skok 2                       | Nota  | Pozycja |
| Konkurencja             | Skoczek                                                     | odległość              | Nota                 | odległość                    | Nota                         | Nota  | Pozycja |
| ----------------------- | ----------------------------------------------------------- | ---------------------- | -------------------- | ---------------------------- | ---------------------------- | ----- | ------- |
| Skocznia normalna K-90  | Michal Doležal                                              | 81,5                   | 98,5                 | 87,5                         | 112,5                        | 211,0 | 11.     |
| Skocznia normalna K-90  | František Jež                                               | 83,5                   | 103,0                | 77,5                         | 89,5                         | 192,5 | 24.     |
| Skocznia normalna K-90  | Jaroslav Sakala                                             | 77,5                   | 89,0                 | 80,5                         | 96,0                         | 185,0 | 26.     |
| Skocznia normalna K-90  | Jakub Sucháček                                              | 77,5                   | 87,5                 | 81,0                         | 96,0                         | 183,5 | 28.     |
| Skocznia duża K-120     | Michal Doležal                                              | 116,0                  | 107,8                | 130,5                        | 135,4                        | 243,2 | 8.      |
| Skocznia duża K-120     | Jakub Sucháček                                              | 117,5                  | 111,0                | 121,0                        | 118,3                        | 229,3 | 15.     |
| Skocznia duża K-120     | František Jež                                               | 113,5                  | 104,3                | 113,0                        | 104,4                        | 208,7 | 24.     |
| Skocznia duża K-120     | Jaroslav Sakala                                             | 91,5                   | 61,2                 | Nie awansował do 2-iej serii | Nie awansował do 2-iej serii | 61,2  | 56.     |
| Konkurs drużynowy K-120 | Jakub Sucháček František Jež Michal Doležal Jaroslav Sakala | 77,0 115,5 102,5 101,5 | 31,6 109,4 77,0 82,2 | 120,5 106,5 126,5 98,5       | 117,9 89,7 128,2 74,3        | 710,3 | 7.      |